# کاسائوکا، اوکایاما
کاسائوکا در استان اوکایاما در کشور ژاپن واقع شده‌است  که دارای جمعیت ۵۵٬۹۸۷ نفر و مساحت ۱۳۶٫۰۳ کیلومتر مربع با تراکم جمعیت ۴۱۲  نفر در کیلومترمربع است و در تاریخ ۱ آوریل ۱۹۵۲ به عنوان شهر شناخته شد.